# George Santayana
George Santayana (16 de desembre de 1863, a Madrid - 26 de setembre de 1952, a Roma) va ser un filòsof, assagista, poeta, i novel·lista dels Estats Units d'origen espanyol.
Santayana es va formar i educar als Estats Units i la seva obra està escrita en anglès. Generalment, se'l considera un intel·lectual nord-americà encara que, dels seus 89 anys de vida, només va estar-ne 39 als Estats Units.
De Santayana, són molt coneguts els aforismes, com el que diu: «Aquells que no poden recordar el passat estan condemnats a repetir-lo».

## Primers anys
Nascut amb el nom de Jorge Agustín Nicolás Ruiz de Santayana y Borrás, la seva infantesa la passà a Àvila. La seva mare, Josefina Borràs, filla del reusenc Josep Borràs i de Bofarull, havia tingut un primer matrimoni amb un comerciant nord-americà de Boston, on ella visqué fins al 1861 i amb qui havia tingut cinc fills. George Santayana era l'únic fill del segon matrimoni de la seva mare.
El 1869, Josefina Borràs tornà als Estats Units deixant George amb el seu pare a Madrid, fins que el 1872 tots ells es reuneixen a Boston. Però el pare de George se separà de la família i tornà, ell sol, pocs anys després a Espanya

## Educació
Va anar a la Universitat Harvard, on es va graduar l'any 1886; estudià dos anys a Berlín; retornà a Harvard per fer la tesi sobre Rudolf Hermann Lotze i va ser professor de filosofia, i alguns alumnes seus foren personalitats com T. S. Eliot, Gertrude Stein, Wallace Stevens, Walter Lippmann, W. E. B. Du Bois, i Harry Austryn Wolfson. De 1896 a 1897, estudià al King College de Cambridge.

## Filòsof
Els principals treballs filosòfics de Santayana porten els títols de The Sense of Beauty (1896), sobre estètica; The Life of Reason (1905-6), Skepticism and Animal Faith (1923); i The Realms of Being (1927-40). Malgrat que no era del corrent del pragmatisme, l'obra seva The Life of Reason en tracta.
Coneixia bé la teoria de l'evolució, i opinava que les condicions del medi ambient han influït en la cultura i el coneixement humà. Malgrat que era ateu, tenia un bon concepte sobre la religió en contrast amb Bertrand Russell, per a qui la religió era damnosa a més de falsa. Santayana publicà Reason in Religion, The Idea of Christ in the Gospels, i Interpretations of Poetry and Religion. Santayana es descrivia a ell mateix com estèticament catòlic i va passar la darrera dècada de la seva vida en un convent de monges irlandeses a Roma.

## Literatura
La novel·la de Santayana The Last Puritan se centra en el creixement personal del protagonista. La seva autobiografia es publicà sota el títol de Persons and Places. Com a assagista, tocà molts temes amb sentit de l'humor, com els de crítica literària, la moral, la naturalesa humana i d'altres. Com Alexis de Tocqueville, Santayana observà la cultura nord-americana des del punt de vista d'un estranger; no va acceptar la nacionalitat estatunidenca.